# Велицький потік (притока Попраду)
Велицький потік (словац. Velický potok) — річка в Словаччині, права притока Попрада, протікає в окрузі Попрад.
Довжина — 22-34.5 км; площа водозбору 89,9 км². Витік знаходиться в масиві Високі Татри на висоті приблизно 2120 метрів (схил гори Велицький щит біля перевалу Польський гребінь). Протікає Велицькою долиною — утворюючи Велицьке-Плесо і Довге-Плесо; територією міста Високі Татри; села Батізовце і міста Попрад (частини Велика і Спішська-Собота)
Впадає у Попрад на висоті приблизно 665 метрів.
Притоки
- праві
  - безіменні
  - Громадна-Вода
  - Батізовський потік
- ліві
  - безіменні
  - Герлахівський потік